# BB&T Atlanta Open 2016
BB&T Atlanta Open 2016 byl tenisový turnaj pořádaný jako součást mužského okruhu ATP World Tour, který se hrál na otevřených dvorcích s tvrdým povrchem v Atlantic Station. Konal se mezi 1. až 7. srpnem 2016 v americké Atlantě jako dvacátý devátý ročník turnaje.
Událost představovala otevírací akci mužské části US Open Series 2016. Turnaj s rozpočtem 693 425 dolarů patřil do kategorie ATP World Tour 250.  Nejvýše nasazeným hráčem ve dvouhře se stal šestnáctý tenista světa John Isner ze Spojených států. Jako poslední přímý účastník do hlavní singlové soutěže nastoupil 125. americký hráč žebříčku Tim Smyczek..
Druhou kariérní trofej z dvouhry vybojoval Australan Nick Kyrgios,po finálové výhře nad trojnásobným obhájcem titulu Johnem Isnerem. Deblovou část opanoval argentinský pár Andrés Molteni a Horacio Zeballos, jehož členové odehráli první společný turnaj na okruhu.

## Rozdělení bodů a finančních odměn

### Rozdělení bodů
| Soutěž  | vítězové | finalisté | semifinalisté | čtvrtfinalisté | 16 v kole | 32 v kole | Q  | Q3 | Q2 | Q1 |
| ------- | -------- | --------- | ------------- | -------------- | --------- | --------- | -- | -- | -- | -- |
| dvouhra | 250      | 150       | 90            | 45             | 20        | 0         | 12 | 6  | 0  | 0  |
| čtyřhra | 250      | 150       | 90            | 45             | 0         | —         | —  | —  | —  | —  |

### Finanční odměny
| Soutěž                              | vítězové | finalisté | semifinalisté | čtvrtfinalisté | 16 v kole | 32 v kole | Q2     | Q1     |
| dvouhra                             | $109 950 | $57 910   | $31 370       | $17 875        | $10 530   | $6 240    | $2 810 | $1 405 |
| čtyřhra                             | $33 400  | $17 500   | $9 620        | $6 440         | $3 190    | —         | —      | —      |
| částka ve čtyřhře je uvedena na pár |          |           |               |                |           |           |        |        |

## Mužská dvouhra

### Nasazení
| Stát                             | Hráč                   | ATP | Nasazení |
| -------------------------------- | ---------------------- | --- | -------- |
| USA                              | John Isner             | 16  | 1        |
| Austrálie                        | Nick Kyrgios           | 19  | 2        |
| Jižní Afrika                     | Kevin Anderson         | 34  | 3        |
| Ukrajina                         | Alexandr Dolgopolov    | 38  | 4        |
| Španělsko                        | Fernando Verdasco      | 48  | 5        |
| Španělsko                        | Guillermo García-López | 54  | 6        |
| USA                              | Donald Young           | 57  | 7        |
| USA                              | Taylor Fritz           | 63  | 8        |
| Žebříček ATP k 25. červenci 2016 |                        |     |          |

### Jiné formy účasti
Následující hráči obdrželi divokou kartu do hlavní soutěže:
- Jared Donaldson
- Reilly Opelka
- Austin Smith

Následující hráči postoupili z kvalifikace:
- Christopher Eubanks
- Austin Krajicek
- John-Patrick Smith
- Mischa Zverev

Následující hráči postoupili z kvalifikace jako tzv. šťastní poražení:
- Tobias Kamke[1]
- Thiago Monteiro[1]

### Odhlášení
před zahájením turnaje
- Jérémy Chardy → nahradil jej Bjorn Fratangelo
- Borna Ćorić → nahradil jej Rajeev Ram
- Ivan Dodig → nahradil jej Tobias Kamke
- Kyle Edmund → nahradil jej Horacio Zeballos
- Marcel Granollers → nahradil jej Igor Sijsling
- John Millman → nahradil jej Dušan Lajović
- Benoît Paire → nahradil jej Serhij Stachovskyj
- Lucas Pouille → nahradil jej Jošihito Nišioka
- Rajeev Ram → nahradil jej Thiago Monteiro
- Albert Ramos-Viñolas → nahradil jej Ivan Dodig
- Diego Schwartzman → nahradil jej Samuel Groth

## Mužská čtyřhra

### Nasazení
| Stát                                                                        | Hráč             | Stát       | Hráč                | ATP> | Nasazení |
| --------------------------------------------------------------------------- | ---------------- | ---------- | ------------------- | ---- | -------- |
| Chorvatsko                                                                  | Ivan Dodig       | Pákistán   | Ajsám Kúreší        | 60.  | 1.       |
| Švédsko                                                                     | Robert Lindstedt | Chorvatsko | Mate Pavić          | 71.  | 2.       |
| USA                                                                         | Eric Butorac     | Austrálie  | Samuel Groth        | 114. | 3.       |
| Izrael                                                                      | Jonatan Erlich   | Polsko     | Mariusz Fyrstenberg | 121. | 4.       |
| Žebříček ATP k 25. červenci 2016; číslo je součtem umístění obou členů páru |                  |            |                     |      |          |

### Jiné formy účasti
Následující páry obdržely divokou kartu do hlavní soutěže:
- Christopher Eubanks /  Zack Kennedy
- James Frawley /  Nick Kyrgios

Následující páry do soutěže nastoupily z pozice náhradníků:
- Thiago Monteiro /  Jošihito Nišioka
- Dean O'Brien /  Ruan Roelofse

### Odhlášení
před zahájením turnaje
- Samuel Groth
- Rajeev Ram

## Přehled finále

### Mužská dvouhra
- Nick Kyrgios vs.  John Isner, 7–6(7–3), 7–6(7–4)

### Mužská čtyřhra
- Andrés Molteni /  Horacio Zeballos vs.  Johan Brunström /  Andreas Siljeström, 7–6(7–2), 6–4